# Підкарпатська Русь (журнал)
«Підкарпатська Русь» — краєзнавчий часопис, що видавався на Закарпатті у 1923–1936.

## Історія
Матеріали часопису присвячувалися історії виникнення, зовнішньому описові, соціально-економічній та етнографічній характеристиці сіл регіону, характеризувалися сільські будівлі. Так В. Залозецький дав опис дерев'яних церков Закарпаття, В. Гнатюк виклав вивчення духовної й матеріальної (в тому числі житло) культури гуцулів, І. Панькевича дослідив водяні млини на Закарпатті. Михайло Обідний докладно описав гуцульську хату 1865 року в селі Кваси Рахівської округи.
Часопис редагували у різний час такі відомі вчені, як Іван Панькевич, Павло Яцко, Августин Штефан, Василь Гаджеґа.